# 卧凤沟乡
卧凤沟乡，是中华人民共和国辽宁省阜新市阜新蒙古族自治县下辖的一个乡镇级行政单位。

## 行政区划
卧凤沟乡下辖以下地区：
卧凤沟村、小新立屯村、公官营子村、赵家窝铺村、才里营子村、七家子村和三家子村。